# Runavík
Runavík is een dorp dat behoort tot de gemeente Runavíkar kommuna in het zuiden van het eiland Eysturoy op de Faeröer. Runavík heeft 476 inwoners. De postcode is FO 620. Runavík ligt aan het Skálafjørður fjord en werd gesticht in het jaar 1916. Er is een voetbalclub actief in Runavík die speelt onder de naam NSÍ Runavík.

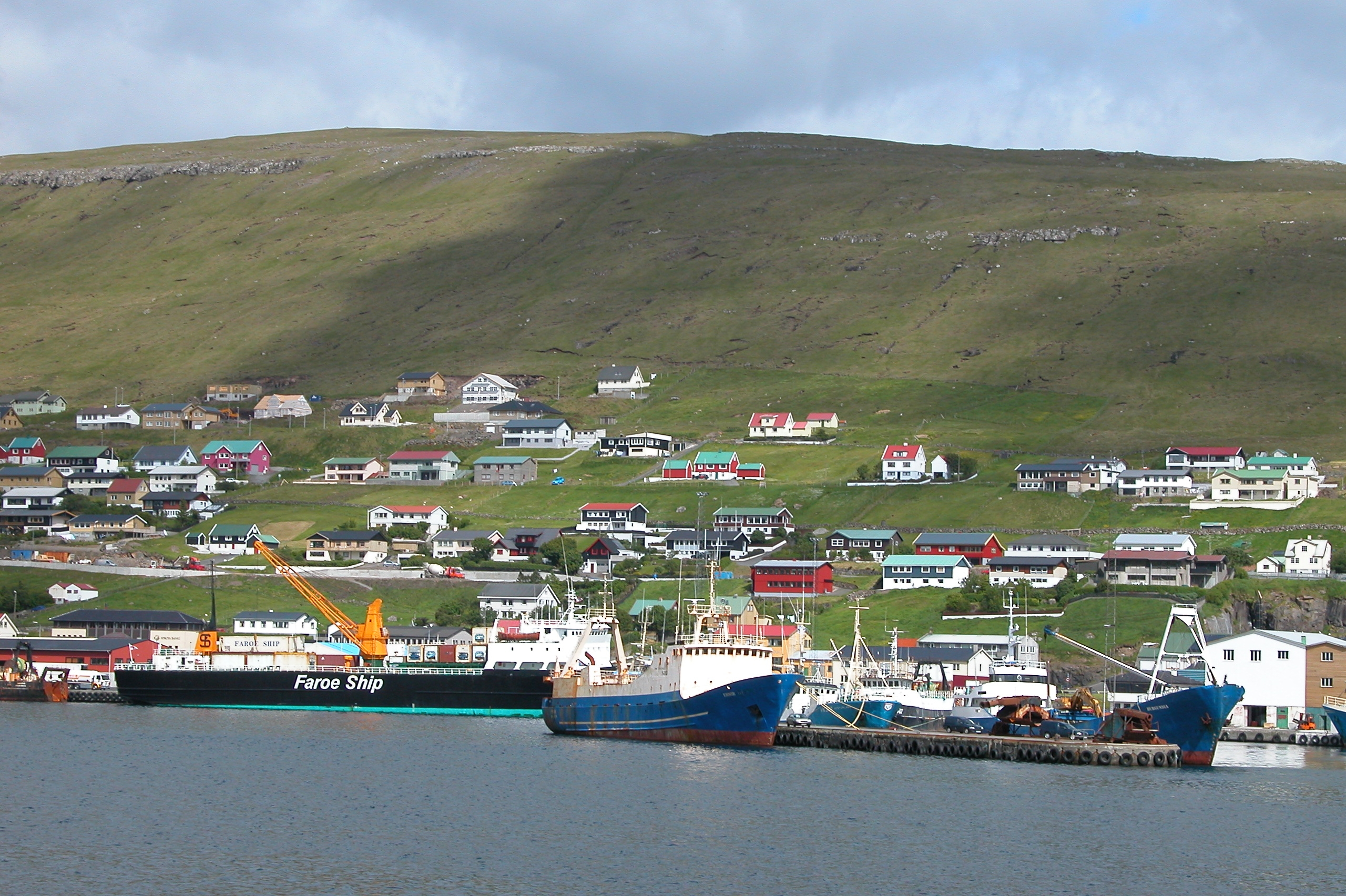
Zicht op Runavík